# Jatun Wila Kkollu
El Jatun Wila Kkollu, también llamado Jatun Wila, es un estratovolcán en el altiplano andino de Bolivia.

## Ubicación
Jatun Wila es un cono volcánico en la Cordillera de los Frailes, ubicado entre el departamento de Potosí y el departamento de Oruro en la región del Altiplano central, entre la ciudad de Potosí y el lago Poopó. Con una altura de 5.214 m es el segundo pico más alto de la Cordillera de los Frailes después del Nuevo Mundo (5.438 m).

## Geología
Las erupciones de Jatun Wila Kkolu, Caldera de Kari-Kari, Cerro Condor Nasa, Cerro Villacolo y Cerro Huanapa Pampa formaron la meseta de Los Frailes en tiempos prehistóricos. La última erupción de Nuevo Mundo en el Holoceno cubrió esta meseta con gruesas capas de ignimbrita compuestas principalmente por material piroclástico, dacita y andesita.